# Токо да Казаурија
Токо да Казаурија (итал. Tocco da Casauria) је насеље у Италији у округу Пескара, региону Абруцо.
Према процени из 2011. у насељу је живело 2338 становника. Насеље се налази на надморској висини од 323 м.

## Становништво
Према резултатима пописа становништва 2011. у општини је живело 2.721 становника.
| 1931. | 1936. | 1951. | 1961. | 1971. | 1981. | 1991. | 2001. | 2011. |
| ----- | ----- | ----- | ----- | ----- | ----- | ----- | ----- | ----- |
| 4.984 | 5.197 | 5.362 | 3.448 | 3.054 | 3.080 | 3.044 | 2.767 | 2.721 |